# Шахниха
Шахниха — деревня в Новосокольническом районе Псковской области России. Входит в состав Пригородной волости.

## География
Расположена на западной окраине города Новосокольники, на реке Выдега (приток р. Большой Удрай).

## Население
| 2001 | 2002 | 2010 |
| ---- | ---- | ---- |
| 743  | ↘710 | ↘636 |

Численность населения деревни по оценке на начало 2001 года составляла 743 человека.

## История
С января 1995 до апреля 2015 года деревня входила в состав ныне упразднённой Новосокольнической волости в качестве её административного центра.